# Eyvind Johnson
Eyvind Johnson (29. juli 1900 i Svartbjörnsbyn udenfor Boden, Norrbotten - 25. august 1976 i Stockholm) var en svensk forfatter. Han blev tildelt nobelprisen i litteratur i 1974 sammen med Harry Martinson. Han fik prisen for "a narrative art, far-seeing in lands and ages, in the service of freedom".
Under Anden Verdenskrig var han i redaktionen af publikationen Håndslag, som blev smuglet over grænsen og spredt som illegal avis i Norge.
Både Johnson og Martinson tilhørte de svenske proletardigtere. I firebindsværket Romanen om Olof (1934–1937) skildrer Johnson, hvordan det var at vokse opp som ung mand i Norrland i 1900-tallet. Eyvind Johnson voksede selv op i Björkelund udenfor Boden i Norrbotten, hvor han barndomshjem er bevaret. 
I 1962 modtog han Nordisk Råds Litteraturpris for Hans nådes tid.

## Udvalgte priser og udmærkelser
- 1951 – Doblougprisen